# Arnie Weinmeister
Arnold George "Arnie" Weinmeister (* 23. März 1923 in Rhein, Kanada; † 29. Juni 2000 in Seattle, Washington, USA) war ein kanadischer/US-amerikanischer American-Football- und Canadian-Football-Spieler. Er spielte als Defensive Tackle unter anderem in der National Football League (NFL) bei den New York Giants.

## Jugend
Arnie Weinmeister wurde als Sohn seiner deutschstämmigen Eltern Susana und George Weinmeister in Kanada geboren. Seine Eltern waren Wolgadeutsche und nach Kanada ausgewandert. Er hatte noch sieben Geschwister. Seine Familie zog später nach Portland, Oregon, USA, wo er auch die High School besuchte. Bereits auf der Schule spielte er American Football und wurde zweimal in die Stadtauswahl gewählt.

## Spielerlaufbahn

### Collegekarriere
Nach seinem Schulabschluss studierte Arnold Weinmeister an der University of Washington. Während seines Wirtschaftsstudiums spielte er auch als Fullback für die Washington Huskies, der College-Football-Mannschaft seines Colleges. Bereits nach einem Studienjahr musste er 1942 sein Studium aufgrund des Zweiten Weltkriegs unterbrechen. Er diente als Sergeant in der US Army und nahm an den Kämpfen in Frankreich und Deutschland teil. Dies hinderte die Boston Yanks jedoch nicht daran Weinmeister 1945 in der NFL Draft in der 17. Runde an 166. Stelle zu ziehen. Weinmeister sollte jedoch nie für diese Mannschaft auflaufen. Im Jahr 1946 wurde er von der US Army entlassen und setzte zunächst sein Studium in Seattle fort. Auch seine Laufbahn als Footballspieler verfolgte er weiter. Aufgrund seiner sportlichen Leistungen wurde er von seinem College dreimal ausgezeichnet. Im Jahr 1948 schloss er sein Studium erfolgreich ab.

### Profikarriere
Im Jahr 1948 schloss sich Arnie Weinmeister den von Ray Flaherty trainierten New York Yankees an, die in der All-America Football Conference (AAFC) einer Konkurrenzliga der NFL angesiedelt waren. Die Yankees bezahlten ihm ein Jahresgehalt von 8.000 US-Dollar, einen Betrag, den die Boston Yanks nicht in seine Dienste investieren wollten. Bei den Yankees wechselte er auf die Position eines Tackles und spielte sowohl in der Offensive Line, als auch in der Defensive Line auf dieser Position.
Nach der Saison 1949 musste die AAFC den Spielbetrieb aufgrund finanzieller Probleme einstellen. Zahlreiche Spieler der Yankees, darunter auch Otto Schnellbacher, Tom Landry und Weinmeister, wechselten daraufhin zu den von Steve Owen betreuten New York Giants. 1950 kürzten die Giants sein Gehalt noch um 30 %, waren aber im folgenden Jahr bereit Weinmeister 11.000 US-Dollar Jahressalär zu bezahlen. Dies war für ein Tackle in der NFL ein Spitzengehalt. Obwohl die Giants in den nächsten drei Jahren ein Spitzenteam in der NFL waren und sie in jeder Saison mehr Spiele gewannen, als sie verloren, konnte Weinmeister keinen Titel mit den Giants gewinnen. 1953 wurde die Leistung der Mannschaft schwächer und Owen beendete seine Trainerlaufbahn. Die Giants boten Weinmeister einen neuen Vertrag mit einem jährlichen Einkommen von 12.000 US-Dollar an, doch die BC Lions einer Mannschaft aus der Canadian Football League (CFL) waren bereit 3.000 US-Dollar mehr zu bezahlen. Weinmeister unterschrieb bei dem kanadischen Team. Mit diesem Umstand waren die Giants jedoch nicht einverstanden und klagten gegen ihn. Ein Gericht aus New York City hielt die Einwände der Giants jedoch für nichtig und Weinmeister konnte in sein Geburtsland wechseln. In seiner letzten Profisaison agierte Weinmeister auch als Spielertrainer des Teams. In sportlicher Hinsicht verliefen die beiden folgenden Spieljahre in Kanada für Weinmeister wenig erfolgreich. Ohne jemals einen Titel gewonnen zu haben, beendete er 1955 seine Laufbahn.

## Nach der Spielerlaufbahn
Nach seiner Laufbahn kehrte Arnie Weinmeister nach Seattle zurück. Er war 33 Jahre lang in leitender Funktion in der International Brotherhood of Teamsters tätig. Arnold Weinmeister war verheiratet und hatte vier Kinder. Er starb an Herzversagen. Seine Grabstätte ist nicht bekannt.

## Ehrungen
Arnie Weinmeister spielte viermal im Pro Bowl, dem Saisonabschlussspiel der besten Spieler einer Spielrunde. Er wurde 1949 in das All-AAFC Team gewählt. Sechsmal erfolgte die Wahl zum All-Pro. Arnold Weinmeister ist Mitglied in der Pro Football Hall of Fame und in der State of Washington Sports Hall of Fame.

## Quelle
- Jens Plassmann: NFL – American Football. Das Spiel, die Stars, die Stories (= Rororo 9445 rororo Sport). Rowohlt, Reinbek bei Hamburg 1995, ISBN 3-499-19445-7.

| Personendaten    | Personendaten                                                      |
| ---------------- | ------------------------------------------------------------------ |
| NAME             | Weinmeister, Arnie                                                 |
| ALTERNATIVNAMEN  | Weinmeister, Arnold George                                         |
| KURZBESCHREIBUNG | kanadisch-US-amerikanischer American-Football-Spieler und -Trainer |
| GEBURTSDATUM     | 23. März 1923                                                      |
| GEBURTSORT       | Rhein (Saskatchewan), Kanada                                       |
| STERBEDATUM      | 29. Juni 2000                                                      |
| STERBEORT        | Seattle, Washington, USA                                           |